# 利勒
利勒（法語：L'Isle）是瑞士联邦西部法语区的沃州下设的一个镇。在行政上属于莫尔日区管辖。利勒的总面积为16.21平方公里。截至2010年底，总人口为975。